# Ragù (singolo)
Ragù è un singolo del cantautore Italiano Fulminacci pubblicato il 26 maggio 2023 come terzo estratto dal terzo album in studio Infinito +1 dalla Maciste Dischi.

## Tracce
Testi di Filippo Uttinacci, musiche di Giorgio Pesenti, Filippo Uttinacci.
1. Ragù – 2:57

## Classifiche
| Classifica (2023)     | Posizione massima |
| --------------------- | ----------------- |
| Italia (indipendenti) | 9                 |